# Grandrieux
Grandrieux  es una comuna francesa situada en el departamento de Aisne, de la región de Alta Francia.

## Geografía
Está ubicada en el este del departamento, a 23 km al sureste de Vervins.

## Demografía
| 162 | 137 | 144 | 121 | 102 | 97 | 89 | 92 |
| Para los censos de 1962 a 1999 la población legal corresponde a la población sin duplicidades (Fuente: INSEE [Consultar]) |     |     |     |     |    |    |    |